# Charleston et Vendetta
Pour plus de détails, voir Fiche technique et Distribution.
Charleston et Vendetta (Чарлстон за Огњенку, Čarlston za Ognjenku) est un film américano-serbe réalisé par Uroš Stojanovic, sorti en 2008.

## Synopsis
L'intrigue du film se passe dans les années 1920 dans l'après-Première Guerre mondiale en Serbie. Reconstruire après une exténuante guerre dans laquelle le pays a perdu une bonne partie de sa jeune population masculine. La situation est particulièrement visible dans certaines régions rurales, où cette pénurie d'hommes menace d'éteindre la vie complètement.
Deux sœurs, Ognjenka (Sonja Kolacaric) et Mala Boginja (Katarina Radivojevic), partent de leur village (fictif) Pokrp qui n'a pas d'hommes en âge de se marier, à la recherche de bons hommes à ramener à la maison.

## Fiche technique
- Titre : Charleston et Vendetta
- Titre original : Чарлстон за Огњенку (Čarlston za Ognjenku)
- Titre anglophone : Tears For Sale[1]
- Réalisation : Uroš Stojanovic
- Scénario : Aleksandar Radivojevic et Uroš Stojanovic
- Musique : Shigeru Umebayashi
- Photographie : Dusan Ivanovic
- Montage : Yves Beloniak, Djordje Markovic et Dejan Urosevic
- Décors : Veljko Despotovic
- Costumes : Ksenija Terzovic
- Son : Aleksandar Protic[2]
- Production : Batric Nenezic
  - Production associée : Michael Perkovic
  - Production déléguée : Marko Paljic et Mirjana Tomic
- Sociétés de production : Blue Pen ( Serbie) et Mega1Ffilm  États-Unis
- Distribution :  France : EuropaCorp Distribution
- Pays :  Serbie,  États-Unis
- Durée : 86 minutes
- Genre : Comédie dramatique, fantastique, historique et romance
- Format : Couleur - 2,35:1 - Son : Dolby Digital
- Budget : 4 millions d'€
- Lieux de tournage :  Serbie : Belgrade, Bela Crkva, Bor, Smederevo
- Dates de sortie : 
  -  Serbie : 30 janvier 2008
  -  Canada : 8 septembre 2008 (Festival international du film de Toronto)
  -  France : 12 août 2009

## Distribution
- Katarina Radivojevic : Mala Boginja
- Stefan Kapičić : Arsa 'Kralj carlstona
- Sonja Kolacaric : Ognjenka
- Nenad Jezdic : Dragoljub 'Covek od celika
- Olivera Vučo : Velika Boginja
- Jovana Stipic : Ratija
- Nada Sargin : Mlada
- Danica Maksimovic : Zagorka
- Danijela Vranjes : Nada
- Radmila Tomovic : Zamna
- Elizabeta Djorevska : Mara Pijandura
- Ana Bretsnajder : Cukunbaba
- Zlatija Ocokoljic : Gradska udovica
- Ana Maljevic : Vojnikusa
- Marija Dakic : Seoska Udovica
- Paolo Magelli : Deda Bisa
- Fedja Stojanovic : Kaplar Jordan
- Erol Kadic : Kamenorezac Ozren
- Milos Vlalukin : Mladozenja
- Dragoljub Vojnov : Drvoseca
- Bojana Malkanovic Udicki : Pijana Baba
- Dragana Mladenov : Jedna od devojaka

## Autour du film
Avec un budget qui dépasse les 4 millions d'euros, le film a été tourné durant l'été 2005 suivi d'une longue post-production.